# The Intercept
The Intercept是由EBay联合创始人皮埃爾・歐米迪亞所控制的公司First Look Media推出的在线出版物。
The Intercept於2014年2月正式推出，當時僅有英文版。2016年，The Intercept在巴西推出葡萄牙语版本，巴西版由巴西当地的新闻工作者負責編輯。